# أحمد أبو خاطر (رياضي)
الدكتور أحمد أبو خاطر (أحمد أبو خاطر (رياضي)) هو أول رياضي يقوم بتمثيل فلسطين في الاتحاد العالمي لرفع الأثقال الثلاثى (WABDL) وشارك في بطولة العالم لرفع الأثقال في لاس فيغاس، نيفادا في عام 2006. في نوفمبر من عام 2007 أبو خاطر مثل فلسطين مرة أخرى في بطولة العالم في أنهايم، كاليفورنيا، حيث فاز بالمركز الأول وحقق رقم قياسي عالمي لفلسطين.
وقد وحقق رقما قياسيا جديدا لولاية إلينوي الأمريكية في عام 2004، وهو الآن يحمل عددا من الألقاب الدولية والأرقام القياسية العالمية في رفع الأثقال.
الاتحاد العالمي لرفع الأثقال الثلاثى (WABDL) هي واحدة من عدد من المؤسسات الدولية التي سجلت واحتسبت لفلسطين هذه الأرقام القياسية. وقال غوس ريثويش، مؤسس ورئيس WABDL: «أعتقد أنها كانت تجربة رائدة،». «إنه ليس ناشطا ولا سياسيا وانما متحفز».
السجلات الدولية والأرقام القياسية العالمية (فئة وزن 198رطل):
القرفصاء: 630 رطل
ضغط الصدر: 610 رطل
ديدلفت: 705 رطلا
مهنيا، الدكتور أبوخاطر يعمل حاليا كمدير للملاحة الجوية الرقمية في شركة بوينغ. سابقا، شغل منصب مدير لنظم المعلومات الجغرافية في شركة تريمبل والمدير العالمي لإدارة منتجات برامج الاستخبارات المكانية في بيتني باوز. كما وعمل أيضا كمدير لمعهد بحوث النظم البيئية (Esri) لتنمية المجتمع، والتخطيط، والتنمية الاقتصادية وبرفسور في عدد من الجامعات الأمريكية منها جامعة نيويورك وجامعة تكساس. وهو خبير يحظى باحترام كبير في مجالات عديدة منها نظم المعلومات الجغرافية (نظام المعلومات الجغرافية)، إستراتيجية التسويق، التخطيط التنموي والمجتمعي، التخطيط الحضري والإقليمي، وإدارة موارد المياه وحل النزاعات الدولية. وخبرته تتركز على الجغرافية السياسية للموارد المائية في سياق الصراع العربي-الإسرائيلي، وإدارة الموارد المائية العابرة للحدود، والسياسات البيئية الدولية في الشرق الأوسط.
الدكتور أبوخاطر حاصل على درجة دكتوراه في التخطيط الإقليمي والمجتمعي من جامعة تكساس في أوستن بالولايات المتّحدة الأمريكيّة مع تركيز على إدارة الموارد المائية وحل النزاعات الدولية، وعلى درجة الماجستير في التخطيط الحضري والإقليمي من جامعة إلينوي في إربانا-تشامبين بالولايات المتّحدة الأمريكيّة، ودرجة البكالوريوس في الهندسة المعمارية.
من خلال خبرته المهنية والأكاديمية استطاع تطوير تخصصه في عدد من المجالات منها نظم المعلومات الجغرافية (نظام المعلومات الجغرافية)، التحليل المكاني والتقييم متعدد المعايير (MCE)، نمذجة مصادر المياه الجوفية، العلوم البيئية والتنمية المستدامة، وحل النزاعات والوساطة.